# Компарација придева у латинском језику
У латинском језику постоје три врсте компарације придева:
- правилна
- неправилна
- описна

## Правилна компарација
Први степен поређења придева код правилне компарације је компаратив. Компаратив придева се гради код свих придева на исти начин. Гради се тако што се од генитива једнине позитива придева у мушком роду одбије наставак(код придева прве и друге деклинације то је наставак -I, а код придева треће деклинације то је -IS) и дода се наставак за компаратив. Наставак за компаратив у мушком и женском роду је -IOR, а у средњем роду то је -IUS. Ти придеви се мењају по трећој деклинацији сугласничке основе у мушком и женском роду.
Пример:
Узмимо нпр. придев ALTUS, ALTA, ALTUM. Његов номинатив и генитив једнине су:
N sg. ALTUS
G sg. ALTI
Када одбијемо наставак -I, добијемо:
ALT + IOR у мушком и женском роду
ALT + IUS у средњем роду
Тај придеви се мења овако у мушком и женском роду:
N sg. ALTIOR
G sg. ALTIORIS
D sg. ALTIORI
Acc sg. ALTIOREM
V sg. ALTIOR
Abl sg. ALTIORE
N pl. ALTIORES
G pl. ALTIORUS
D pl. ALTIORIBUS
Acc pl. ALTIORES
V pl. ALTIORES
Abl pl. ALTIORIBUS
Тај придев се мења овако у средњем роду:
N sg. ALTIUS
G sg. ALTIUSIS
D sg. ALTIUSI
Acc sg. ALTIUSEM
V sg. ALTIUS
Abl sg. ALTIUSE
N pl. ALTIUSES
G pl. ALTIUSUS
D pl. ALTIUSIBUS
Acc pl. ALTIUSES
V pl. ALTIUSES
Abl pl. ALTIUSIBUS

## Неправилна компарација
Придеви који од различитих основа граде позитив,компаратив или суперлатив имају суперлативну или неправилну компарацију. 
Bonus,3 | Melior,-ius| Optimus,3
Malus,3 | Peior,-ius | Pessimus,3
Magnus,3| Maior,-ius | Maximus,3
Parvus,3| Minir,-us  | Minimus,3  
Multus,3| / , plus   | Plurimus,3